# 帕帕寧冰原島峰
68°13′S 50°15′E / 68.217°S 50.250°E
帕帕寧冰原島峰是南極洲的冰原島峰，位於恩德比地，屬於奈伊山脈的一部分，處於阿爾德迪斯峰以東20公里，現時由南極條約體系管理。